# Pont d'Espéraza
Le pont d'Espéraza est un pont situé à Espéraza, en France.

## Localisation
Le pont est situé sur la commune d'Espéraza, dans le département français de l'Aude.

## Historique
L'édifice est inscrit au titre des monuments historiques en 1948.